# 孝感市
孝感市（こうかん-し）は、中華人民共和国湖北省に位置する地級市。市政府の所在地は孝南区乾坤大道123号。

## 地理・範囲
湖北省の北東部、桐柏山と大別山の南、長江の北岸、漢水の東岸に位置し、黄岡市、武漢市、仙桃市、天門市、荊門市、随州市、河南省信陽市に接する。市の範囲の座標は東経113°19′—114°35′、北緯30°23′—31°52′である。

## 歴史
前211年、郡県制を実施した際に南郡が設置され、漢代は荊州江夏郡、南北朝時代には安陸郡、唐代には安州が設置された。宋代以降は徳安府とされたが、清代に徳安府と漢陽府に分割されている。中華民国が成立し1926年（民国15年）に行政督察区制度が施行されると市域は第3、第4、第5行政督察区の管轄区域とされた。
1949年5月、国共内戦により湖北省の実効支配権を獲得していた中国共産党は孝感専区を設置、1968年に孝感地区と改称された。1993年6月、孝感地区が廃止となり地級市の孝感市に改編されている。

## 行政区画
1市轄区・3県級市・3県を管轄する。
- 市轄区：
  - 孝南区
- 県級市：
  - 応城市・安陸市・漢川市
- 県：
  - 雲夢県・孝昌県・大悟県

| 孝感市の地図                                     |
| ------------------------------------------------ |
| 孝南区 孝昌県 大悟県 雲夢県 応城市 安陸市 漢川市 |

| 日本語表記 | 中国語表記 | 拼音           | 行政区画代碼 | 面積 (K㎡) | 常住人口 (万人) | 都市化率 (%) | 域内総生産 (億人民元) | 政府所在地 |
| ---------- | ---------- | -------------- | ------------ | ---------- | --------------- | ------------ | --------------------- | ---------- |
| — 市全体 — |            |                |              |            |                 |              |                       |            |
| 孝感市     | 孝感市     | Xiàogǎn Shì    | 420900       | 8,904.41   | 490.43          | 54.92        | 1,576.69              | 孝南区     |
| — 市轄区 — |            |                |              |            |                 |              |                       |            |
| 孝南区     | 孝南区     | Xiàonán Qū     | 420902       | 1,018.32   | 92.67           | 72.18        | 211.55                | 書院街道   |
| — 県 —     |            |                |              |            |                 |              |                       |            |
| 孝昌県     | 孝昌县     | Xiàochāng Xiàn | 420921       | 1,191.48   | 59.80           | 40.14        | 113.27                | 花園鎮     |
| 大悟県     | 大悟县     | Dàwù Xiàn      | 420922       | 1,982.33   | 62.32           | 44.70        | 129.05                | 城関鎮     |
| 雲夢県     | 云梦县     | Yúnmèng Xiàn   | 420923       | 605.31     | 53.54           | 51.54        | 213.00                | 城関鎮     |
| — 県級市 — |            |                |              |            |                 |              |                       |            |
| 応城市     | 应城市     | Yìngchéng Shì  | 420981       | 1,095.61   | 60.43           | 59.41        | 259.83                | 城中街道   |
| 安陸市     | 安陆市     | Ānlù Shì       | 420982       | 1,352.80   | 58.20           | 51.12        | 188.07                | 府城街道   |
| 漢川市     | 汉川市     | Hànchuān Shì   | 420984       | 1,658.56   | 103.47          | 55.42        | 454.14                | 仙女山街道 |

- 上記データは「孝感統計年鑑 2016」による2016年の数値である。

### 年表
この節の出典

#### 孝感専区(1949年-1959年)
- 1949年10月1日 - 中華人民共和国湖北省孝感専区が成立。孝感県・黄陂県・黄安県・礼山県・応山県・随県・安陸県・応城県・雲夢県が発足。(9県)
- 1949年10月 - 随県の一部が襄陽専区棗陽県・自忠県、荊州専区鍾祥県の各一部と合併し、襄陽専区洪山県となる。(9県)
- 1951年7月19日 - 沔陽専区漢川県・漢陽県を編入。(11県)
- 1951年8月2日 - 応城県の一部が分立し、応城鉱区が発足。(11県1鉱区)
- 1952年1月7日 - 大冶専区武昌県・咸寧県・通城県・通山県・崇陽県・蒲圻県・嘉魚県を編入。(18県1鉱区)
- 1952年6月8日 - 随県が襄陽専区に編入。(17県1鉱区)
- 1952年6月17日 (17県1鉱区)
  - 蒲圻県の一部(下万垸)が湖南省長沙専区臨湘県に編入。
  - 湖南省長沙専区臨湘県の一部(新運洲)が蒲圻県に編入。
- 1952年6月 - 武漢市青山区が武昌県に編入。(17県1鉱区)
- 1952年9月1日 (16県1鉱区)
  - 黄安県が黄岡専区に編入。
  - 礼山県が大悟県に改称。
- 1953年9月19日 - 応城鉱区が応城県に編入。(16県)
- 1955年2月25日 (16県)
  - 武昌県の一部が武漢市東湖区の一部と合併し、武漢市洪山区となる。
  - 武昌県の一部が武漢市東湖区・南湖区の各一部と合併し、武漢市青山区となる。
  - 漢陽県の一部が武漢市福成区・恵済区と合併し、武漢市漢橋区となる。
- 1956年4月28日 - 応山県の一部が河南省信陽専区信陽市に編入。(16県)
- 1959年2月24日 - 孝感県・黄陂県・応山県・安陸県・応城県・雲夢県・漢陽県・漢川県・崇陽県・通山県・咸寧県・武昌県・通城県・嘉魚県・蒲圻県・大悟県が武漢市に編入。

#### 孝感地区(1961年-1993年)
- 1961年4月24日 - 武漢市孝感県・安陸県・漢陽県・通山県・大悟県・黄陂県・漢川県・応城県・咸寧県・応山県・崇陽県・武昌県を編入。孝感専区が成立。(12県)
- 1961年12月15日 (16県)
  - 武昌県の一部が分立し、嘉魚県が発足。
  - 崇陽県の一部が分立し、通城県が発足。
  - 安陸県の一部が分立し、雲夢県が発足。
  - 咸寧県の一部が分立し、蒲圻県が発足。
- 1965年7月19日 - 咸寧県・武昌県・通山県・崇陽県・通城県・蒲圻県・嘉魚県が咸寧専区に編入。(9県)
- 1970年 - 孝感専区が孝感地区に改称。(9県)
- 1979年12月19日 - 漢陽県が武漢市に編入。(8県)
- 1983年8月19日 (1市6県)
  - 孝感県が市制施行し、孝感市となる。
  - 黄陂県が武漢市に編入。
- 1986年5月27日 - 応城県が市制施行し、応城市となる。(2市5県)
- 1987年9月4日 - 安陸県が市制施行し、安陸市となる。(3市4県)
- 1988年10月11日 - 応山県が市制施行し、広水市となる。(4市3県)
- 1993年4月10日 - 孝感地区が地級市の孝感市に昇格。

#### 孝感市
- 1993年4月10日 - 孝感地区が地級市の孝感市に昇格。(1区3市4県)
  - 孝感市が分割され、孝南区・孝昌県が発足。
- 1997年3月12日 - 漢川県が市制施行し、漢川市となる。(1区4市3県)
- 2000年6月25日 - 広水市が随州市に編入。(1区3市3県)

## 経済
2017年の孝感市の域内総生産は1742.23億元で、前年と比べ実質成長率は6.6%である。湖北省において、武漢市、襄陽市、宜昌市、荊州市、黄岡市に次いで6番目の経済規模を有する。
孝感市の産業別総生産 (2017)
産業別総生産（カッコ内は実質成長率。2017年度 孝感市国民経済と社会発展統計公報（孝感市統計局）より）
- 第1次産業 - 297.15億元（+3.8%）
- 第2次産業 - 839.82億元（+5.5%）
- 第3次産業 - 605.26億元（+9.4%）

### 農林水産業
2017年度の農林水産業総生産は304.03億元で、前年比4.2%増。
| 主な農産品の生産量及び成長率 | 主な農産品の生産量及び成長率 | 主な農産品の生産量及び成長率 | 主な農産品の生産量及び成長率 |
| 指標                         | 2017年度                     | 2023年度                     | 単位                         |
| ---------------------------- | ---------------------------- | ---------------------------- | ---------------------------- |
| 糧食                         | 209.48                       | 238.68                       | 万トン                       |
| 綿花                         | 1.26                         | 0.69                         | 万トン                       |
| 採油植物                     | 23.76                        | 34.97                        | 万トン                       |
| 蔬菜                         | 426.43                       | 494.07                       | 万トン                       |
| 豚                           | 388.56                       | 311.62                       | 万頭                         |
| 家禽                         | 8801.89                      | 8612.23                      | 万羽                         |
| 食用卵                       | 32.38                        | 30.03                        | 万トン                       |
| 水産品                       | 40.02                        | 46.83                        | 万トン                       |

＊国家統計局が発行した「三次産業劃分規定」（国統字[2012]108号）の定義により、前述の第一産業は農林牧漁業（農林牧漁サービス業を含まない）を指す。ここの農林水産業総生産には農林牧漁サービス業、すなわちアグリビジネスの総生産が含まれる。

### 工業
2017年度全市の工業総生産は747.81億元で、前年比5.7%増。 
| 主な工業製品の生産量及び成長率   | 主な工業製品の生産量及び成長率 | 主な工業製品の生産量及び成長率 | 主な工業製品の生産量及び成長率 |
| 指標                             | 2017年度                       | 2023年度                       | 単位                           |
| -------------------------------- | ------------------------------ | ------------------------------ | ------------------------------ |
| 岩塩                             | 420.7                          | 573.9                          | 万トン                         |
| ソフトドリンク                   | 64.3                           | 76.0                           | 万トン                         |
| 糸                               | 79.8                           | 77.0                           | 万トン                         |
| 服装                             | 9053.6                         | 10487.3                        | 万着                           |
| 製紙、板紙製造（二次加工除く）   | 3.6                            | 336.7                          | 万トン                         |
| 炭酸ソーダ                       | 155.6                          | 185.6                          | 万トン                         |
| 合成アンモニア（無水アンモニア） | 27.9                           | 110.4                          | 万トン                         |
| 化学肥料                         | 115.5                          | 87.4                           | 万トン                         |
| 塗料                             | 4.6                            | 130.2                          | 万トン                         |
| 漢方薬                           | 4.5                            | 5.4                            | 万トン                         |
| コンクリート                     | 541.7                          | 714.5                          | 万トン                         |
| 鋼線                             | 6.1                            | 9.7                            | 万トン                         |
| 鋼縄                             | 1.3                            |                                | 万トン                         |
| 鋼索                             | 2.1                            | 75.0                           | 万メートル                     |
| 通信用ケーブル                   | 36.7                           |                                | 万キロ                         |
| 光ファイバーケーブル             | 5.7                            |                                | 万キロ                         |
| 照明装置                         | 192.3                          |                                | 万台                           |
| 光電子部品                       | 38.9                           |                                | 億個                           |
| 照明器具                         | 2940.6                         | 2580.7                         | 万台                           |
| 発電量                           | 159.8                          | 222.9                          | 億kWh                          |

## 教育
大学・専門学校
- 湖北工程学院（湖北省立）
- 湖北工程学院新技術学院（独立学院）
- 湖北職業技術学院（孝感市立）

高等学校
孝感市にある湖北省教育庁に「省級示範高級中学」と指定された学校は下記通り。
- 湖北省孝感高級中学
- 孝感市第一高級中学
- 漢川市第一高級中学
- 応城市第一高級中学
- 安陸市第一高級中学
- 雲夢県第一高級中学
- 孝昌県第一高級中学

## 文化

### 楚文化
孝感は楚文化の重要な発祥地の一つであり、古代の墓、建築、塞堡が多く、禹王城遺跡、楚王城遺跡を代表とする。雲夢県睡虎地秦墓から出土した秦代の竹簡は1000余枚、周田村からは死者の生前の「重楼高閣」式居室を模して作られた後漢陶楼が出土し、応城市城北街区では新石器時代の門板湾遺跡が発見された。

### 孝文化
『二十四孝』の中で、董永は父親を葬るために体を売り、黄香は夏の暑い盛りには父の枕を扇いで涼しくし、冬には自分の体で布団を温めた、孟宗が泣いてタケノコが生えたという三大孝子の物語と伝説は孝感市に由来する。

## 交通

### 空港
孝感市街は武漢天河国際空港までの距離は32kmで、武孝都市間鉄道や高速道路で便利にアクセスできる。

### 鉄道
高速鉄道
- 京港旅客専用線 - 孝感北駅（石武旅客専用線区間、大悟県に位置する）
- 滬漢蓉旅客専用線 - 漢川駅（漢川市）

都市間鉄道
- 武孝都市間鉄道 - 閔集駅、王母湖駅（未開通）、毛陳駅、槐蔭駅、孝感東駅（全部は孝南区に位置する）

 一般鉄道
- 京広線 - 花園駅（孝昌県）、孝感駅（孝南区）
- 長荊鉄道 - 応城駅（応城市）
- 漢丹線 - 雲夢駅（雲夢県）、安陸駅（安陸市）

### 道路
2017年末時点、孝感市の公道の総キロ程は16890㎞である。うち、一級公道は286㎞、二級公道は1312㎞、三級公道は1304㎞、四級公道は13989㎞。
国道(G)
- G107国道：北京市 - 広東省深圳市
- G316国道：福建省福清市 - 青海省同仁県

国家級高速道路(G)
- 京港澳高速道路(G4、京珠高速道路)：北京市 - 香港特別行政区・澳門特別行政区
- 滬蓉高速道路(G42)：上海市 - 四川省成都市
- 滬渝高速道路(G50)：上海市 - 重慶市
- 福銀高速道路(G70)：福建省福州市 - 寧夏回族自治区銀川市

省級高速道路(S)
- 漢孝高速道路(S2)：武漢市 - 孝感市
- 礄孝高速道路(S17)：武漢市礄口区 - 孝感市
- 孝応高速道路(S38)：孝南区 - 応城市
- 孝洪高速道路(S43)：孝昌県 - 洪湖市

## 姉妹都市
ベラルーシ・ブレスト州・ブレスト市 -  1993年3月26日提携